# دختری در لیموزین
دختری در لیموزین (انگلیسی: The Girl in the Limousine) یک فیلم کمدی صامت کوتاه آمریکایی به کارگردانی لری سمون و نوئل ام. اسمیت است که در سال ۱۹۲۴ منتشر شد. از بازیگران این فیلم می‌توان به اولیور هاردی، لری سمون، فلورنس گیلبرت، لری استیرس، لوسیل وارد، کلیر آدامز، چارلز ماری و چارلز سلون اشاره کرد.